# Békéscsaba
Békéscsaba [ˈbeːkeːʃʧɒbɒ] (deutsch selten Tschabe, slowakisch Békešská Čaba, rumänisch Bichișciaba) ist eine Stadt mit Komitatsrecht im Südosten Ungarns und Komitatssitz des Komitats Békés.

## Geschichte
Das Dorf namens Csaba wird zuerst 1333–1337 in einem päpstlichen Zehntschreiben erwähnt. Dieser Name ist Türkisch, stammt von einem gleichnamigen Personennamen und bedeutet Geschenk. Auf dem heutigen Gebiet der Stadt standen damals neben Csaba acht weitere kleine Orte. Während der türkischen Eroberung blieb das Dorf zunächst erhalten, verschwand jedoch während der weiteren Türkenkriege im 17. Jahrhundert gänzlich.

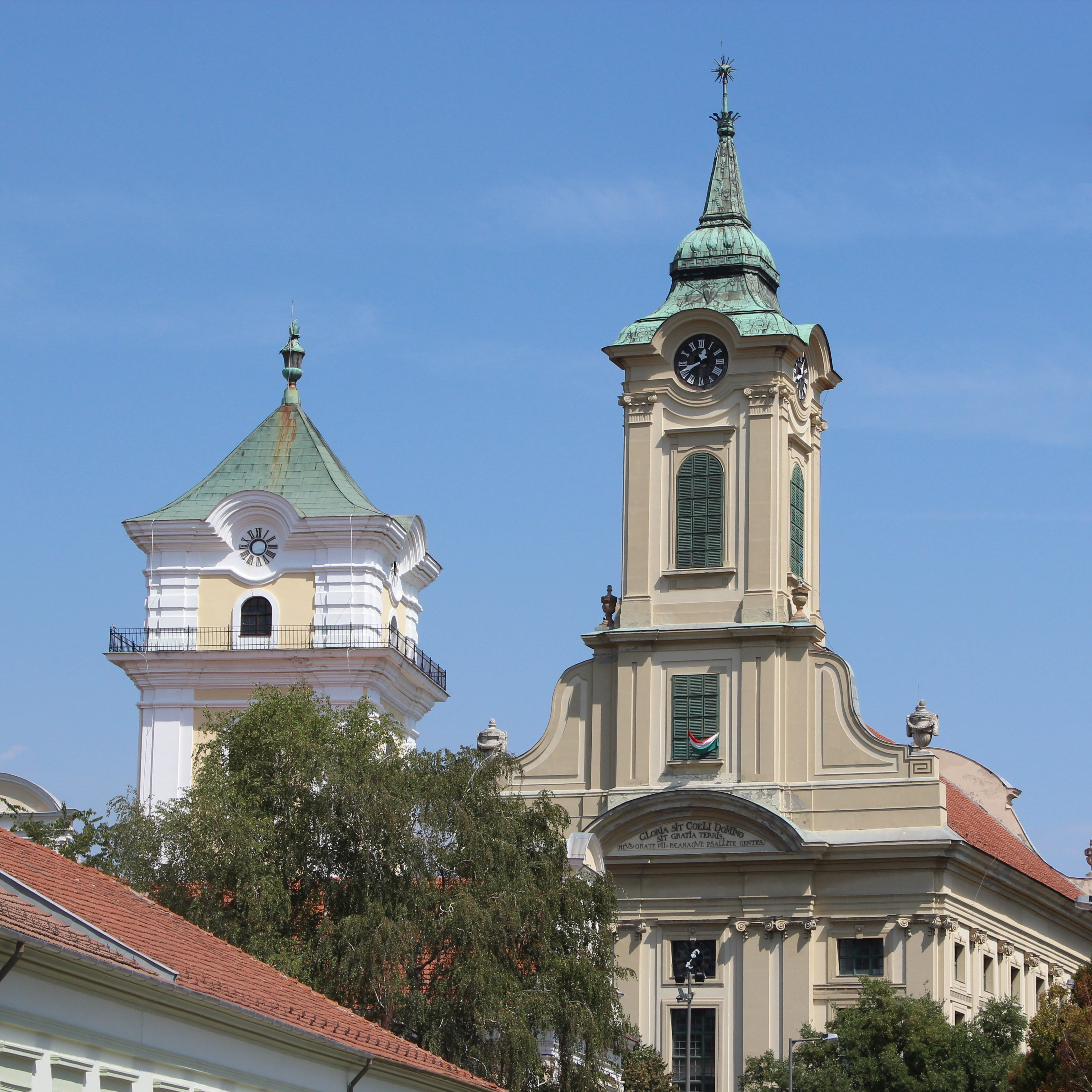
Evangelische Kirchen, Symbole der Stadt

1715 wird Csaba noch als unbewohnt erwähnt; ein Jahr darauf findet sich sein Name jedoch in der Liste Steuern zahlender Städte wieder. Die Neusiedlung ist dem österreichischen Hofkommerzialrat Johann Georg Haruckern zu verdanken, der sich im Kampf gegen die Türken ausgezeichnet hat, so dass er fast das ganze Komitat Békés von der Schatzkammer aufkaufen konnte. Um die Stadt Csaba neu zu beleben, ließ er zwischen 1718 und 1723 213 slowakische Bauernfamilien ansiedeln, die ihre evangelische Konfession beibehalten durften und Steuervergünstigungen erhielten. Auch in den nächsten Jahren kamen jährlich ca. 40 Familien.
1841 erhält Csaba den Rang eines „Mezőváros“, da die Organisation der Landesmesse zugelassen wurde. 1847 gehörte sie zu den 20 größten Städten von Ungarn; die Einwohnerzahl betrug 22.000. Trotzdem ähnelte die Stadt mit ihren kleinen Bauernhäusern und den kleinen, schlammigen Straßen eher einem großgewachsenen Dorf.
1858 wurde Csaba von der Eisenbahn erreicht, was neuen Aufschwung brachte. Neue Häuser und Fabriken wurden gebaut. Ende des 19. Jahrhunderts entwickelte sich die Arbeitslosigkeit jedoch zum größten Problem, was 1891 zu einem Arbeiteraufstand führte, der nur mit Hilfe rumänischer Soldaten niedergeschlagen werden konnte. Seit diesem Aufstand wird die Stadt auch „Viharsarok“ (Sturmecke) genannt.
Der Erste Weltkrieg brachte der Stadt viel Leid. 1919 und 1920 stand die Stadt unter rumänischer Besatzung, was Plünderungen seitens der Besatzer mit sich brachte. Da nach dem Vertrag von Trianon Ungarn die großen südlich gelegenen Städte verlor, musste Csaba die Rolle von Arad und Temeswar übernehmen.
Die Kämpfe des Zweiten Weltkrieges umgingen bis auf eine Ausnahme die Stadt. Am 21. September 1944 wurde der Bahnhof von alliierten Flugzeugen bombardiert, wobei 96 Menschen starben und weitere 150 schwer verletzt wurden. Die Stadt wurde schließlich am 6. Oktober 1944 von sowjetischen Truppen erobert. Die Stadt, die lange Zeit mehrheitlich von Slowaken bewohnt war, war 1946/47 vom die Aussiedlung der Ungarn aus der Tschechoslowakei kanalisierenden „Bevölkerungsaustausch“ zwischen der Tschechoslowakei und Ungarn betroffen und wurde mehrheitlich ungarisch.

## Industrie
In der sozialistischen Ära errang Békéscsaba aufgrund der Planwirtschaft eine wichtige Bedeutung. 1950 wurde sie zum Komitatssitz von Békés ernannt, was der Stadt die bisher größte Entwicklung brachte: es wurden Konserven-, Aufzugs-, Großwerkzeugs- und Maschinenfabriken, ein großes Kühlhaus für die Erstellung von gefrorenen Waren und eine große Druckerei gebaut. Infolge dieser Industrialisierung wuchs die Einwohnerzahl in nur 25 Jahren von 42.000 auf 65.000. Nach der Wende 1990 gelangte die Stadt in ähnliche Schwierigkeiten wie die restlichen ungarischen Großstädte: die „unnötigen“ Fabriken verschwanden in nur wenigen Jahren, die Lebensmittelindustrie geriet in den letzten Jahren in eine Talfahrt: 1998 verlor die Konservenfabrik wegen der Russlandkrise 90 % ihrer Abnehmer (mehr als 1000 Arbeiter wurden entlassen), 2006 ging die Geflügelwarenfabrik bankrott und wurde geschlossen (ca. 1300 Arbeiter wurden entlassen). 2007 und 2008 wurden neue Arbeitsplätze geschaffen. Viele Unternehmen eröffneten neue Fabriken in Békéscsaba (z. B. Mondi Europe Packing, DROT-FON Kft., Budapest-Bank Arbeit-Zentrum, SMK corporation).

## Verkehr

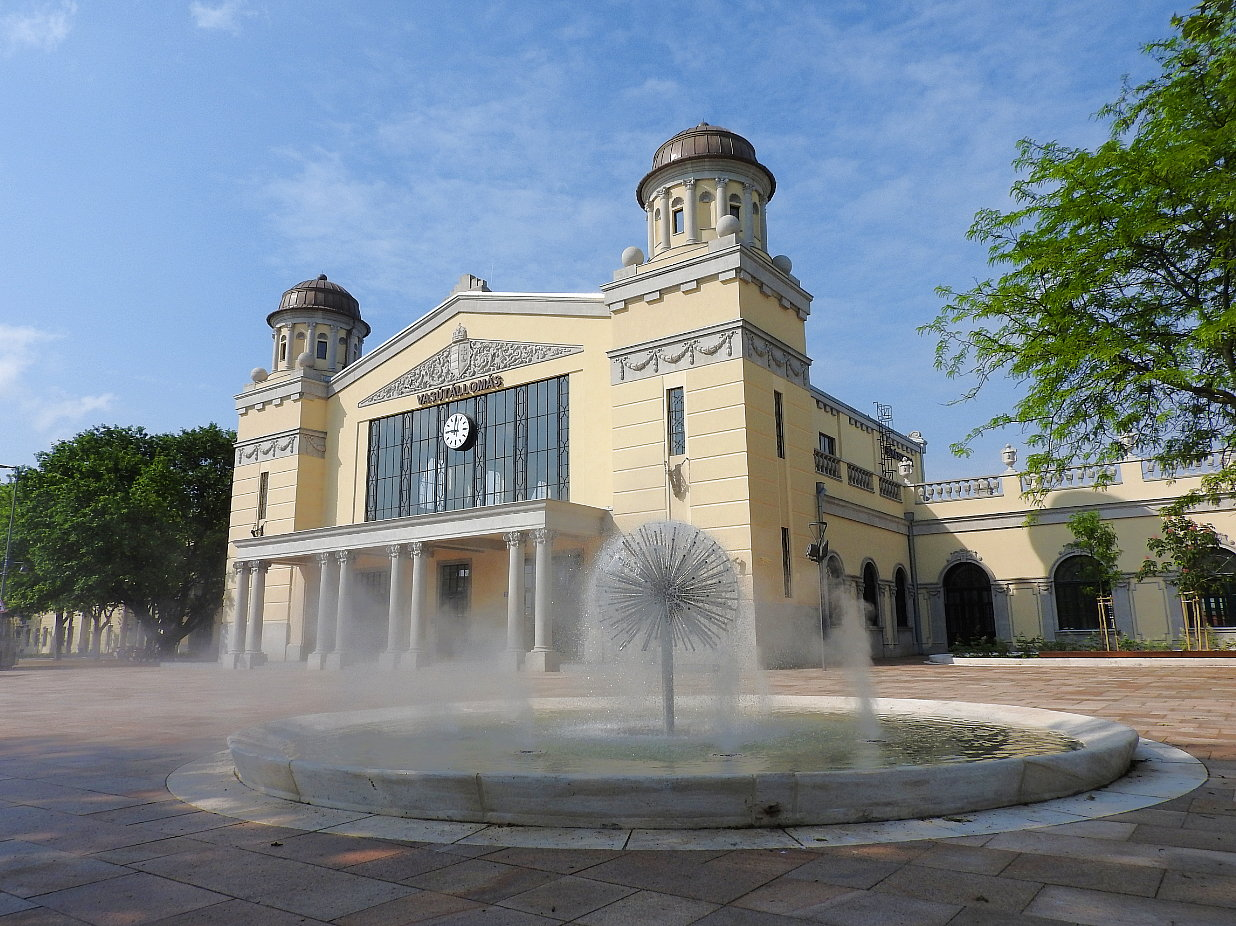
Bahnhof Békéscsaba

Die Stadt liegt am Kreuzungspunkt der beiden Hauptstraßen 44 und 47. Die 44 führt von Kecskemét über Békéscsaba bis zur rumänischen Grenze, die 47 verbindet Debrecen mit Szeged. Die Umgehungsstraße, die diese zwei Hauptstraßen verbindet, wurde 2006 fertiggestellt, somit wurde der Durchgangsverkehr im Stadtinneren spürbar reduziert.
Die Gesamtlänge der Straßen innerhalb der Stadt beträgt 280 km (davon 208,5 km asphaltiert). Innerhalb der Stadt sorgen 20 Buslinien für den Massenverkehr.
Die Eisenbahnverbindungen bilden in Békéscsaba ebenfalls einen Knotenpunkt. Man kann in alle vier Himmelsrichtungen mit der Bahn abreisen. Die wichtigste Linie bildet dabei jene Richtung Nordwesten nach Budapest bzw. Richtung Südosten nach Arad, auf der internationale Schnellzüge West- und Mitteleuropa mit Rumänien und Bulgarien verbinden. So ist es möglich, von Békéscsaba aus Wien, Bratislava, Prag, Bukarest oder gar Thessaloniki ohne Umsteigen zu erreichen. Seit 1999 ist Békéscsaba „Intercity-Stadt“. Fünf Kilometer vom Stadtzentrum Richtung Gyula befindet sich ein Flugplatz, der bei gutem Wetter Flugzeuge mit einem Gewicht von max. 15 Tonnen (20–25 Personen) empfangen kann. Ein fahrplanmäßiger Flugzeugverkehr – obwohl seit Jahren bestrebt – existiert nicht. Der Flugplatz wird daher nur von Sport- und Segelflugzeugen benutzt und ist jährlich Schauplatz von Segelflug- und Flächenfallschirmmeisterschaften.

## Bildung und Erziehung

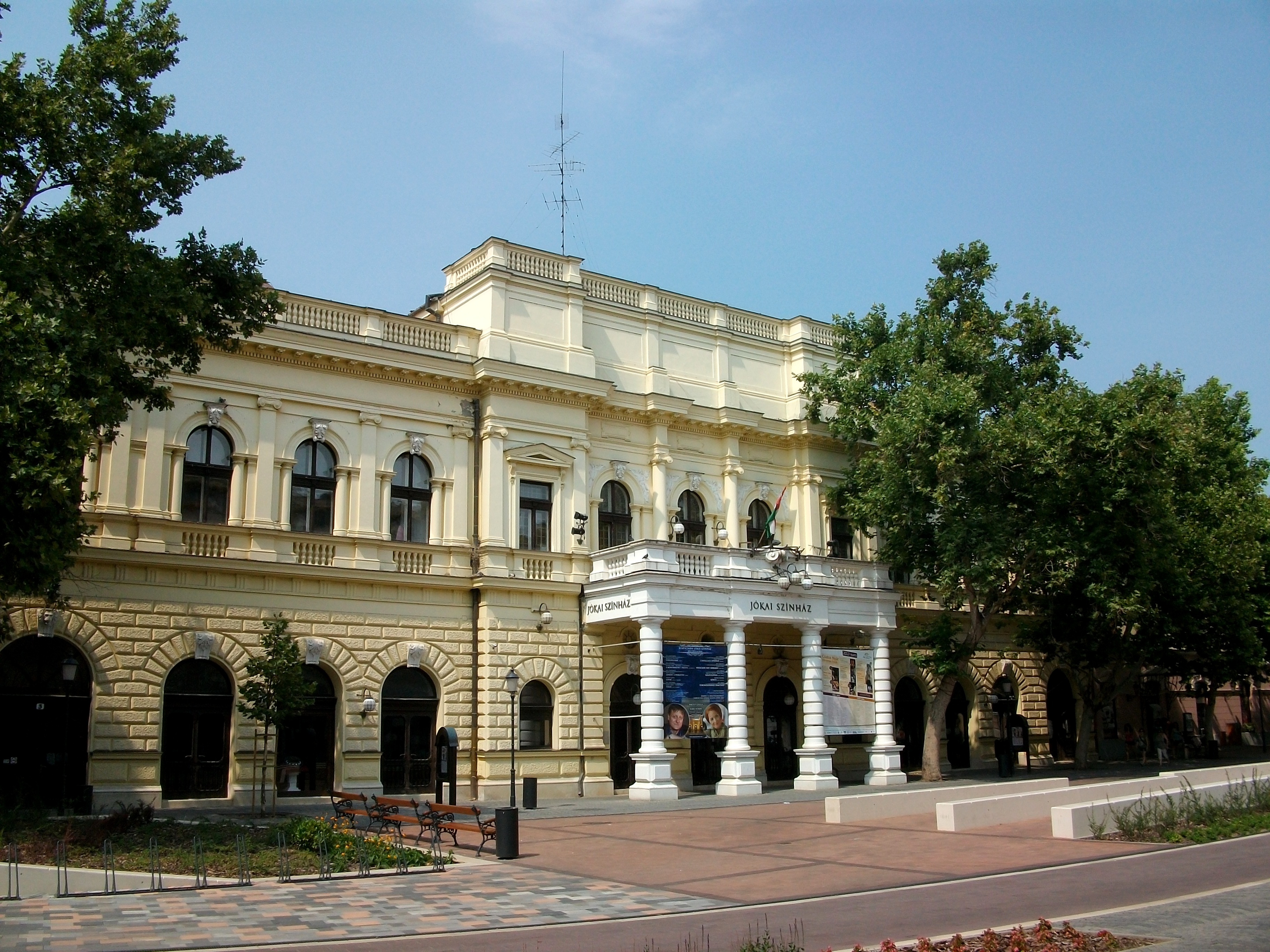
Jókai-Theater

Békéscsaba entwickelte sich besonders in den letzten 15 Jahren zu einem Bildungszentrum innerhalb des Komitates, da ca. 30–40 % der Mittelschüler nicht ortsansässig sind. Aus diesem Grund wird sie auch Schulstadt genannt. Zurzeit existieren 13 Grundschulen, 14 Gymnasien und Fachmittelschulen und seit 1986 eine Hochschule, die aktuell die Wirtschaftsfakultät der Sámuel Tessedik Hochschule ist.
Die Stadt beherbergt ein großes gepflegtes Waisen- und Adoptivheim, einem Sanatorium ähnlich, und kümmert sich in dieser Einrichtung auch um verwaiste Kinder der Roma aus dem Grenzgebiet zu Rumänien.

## Städtepartnerschaften
Partnerstädte Békéscsabas sind
| - Zrenjanin, Serbien, seit 1966 - Mikkeli, Finnland, seit 1981 - Odorheiu Secuiesc, Rumänien, seit 1991 - Trenčín, Slowakei, seit 1992 | - Tarnowskie Góry, Polen, seit 1994 - Lutherstadt Wittenberg, Deutschland, seit 1995 - Ungwar, Ukraine, seit 1998 - Beiuș, Rumänien, seit 1999 |

## Galerie

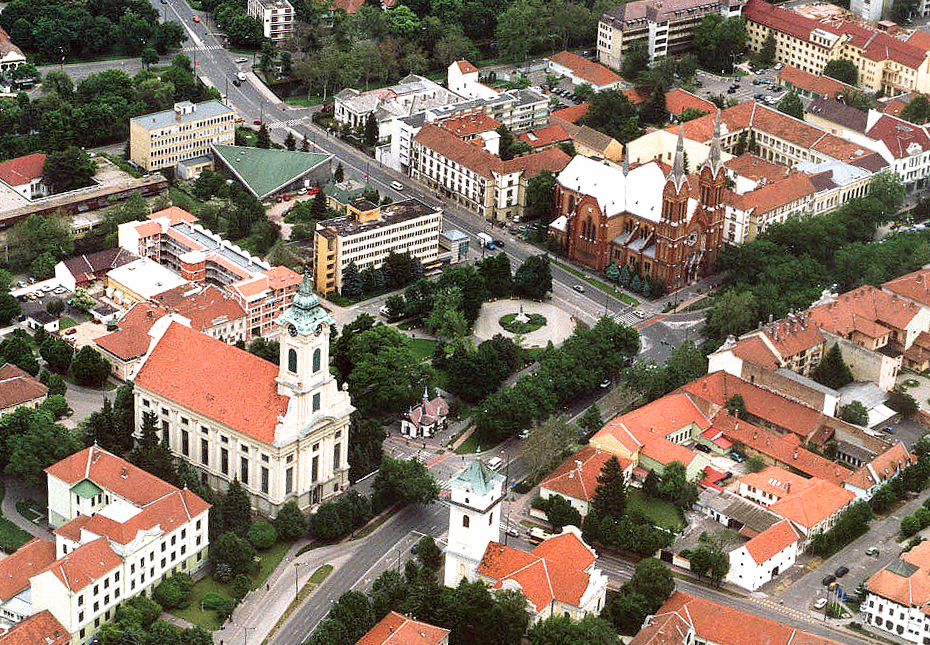
Luftaufnahme Kossuth-Platz
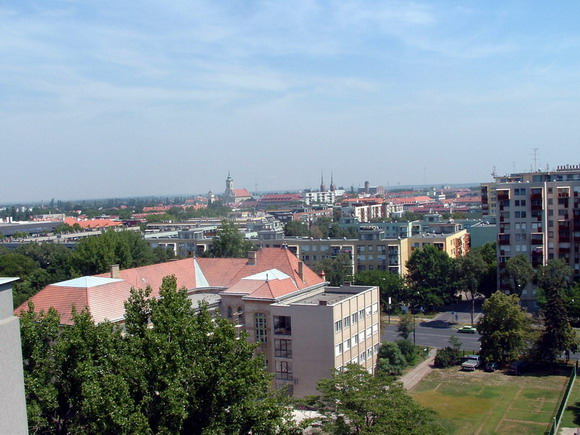
Blick auf die Stadt
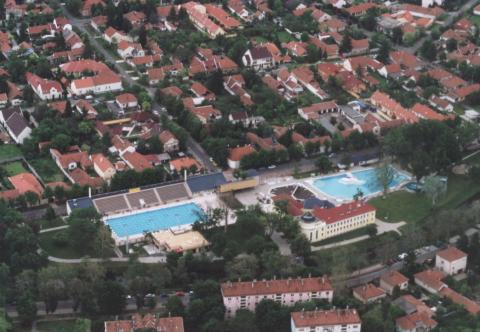
Luftaufnahme Strandbad
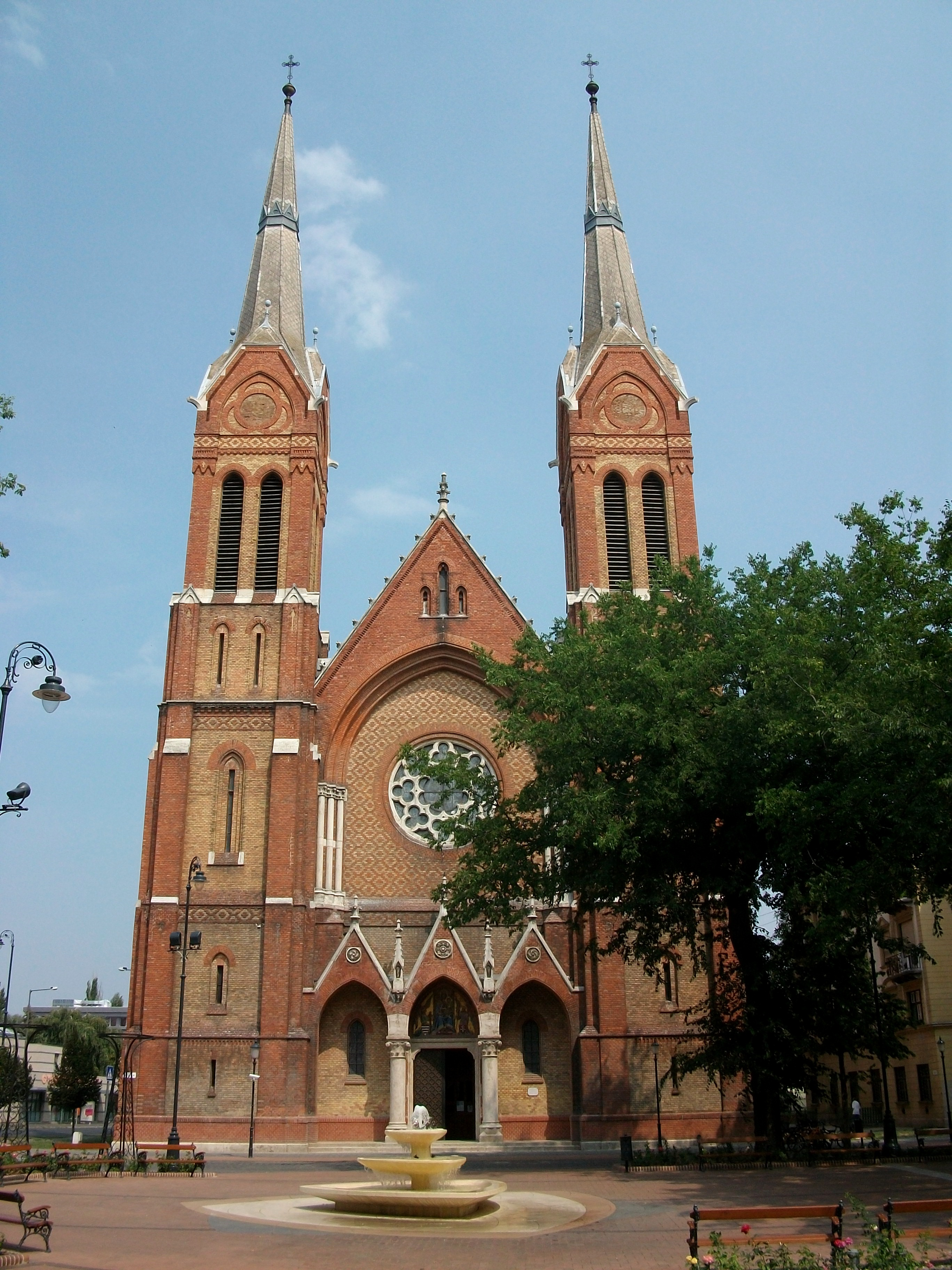
Antonius von Padua-Kirche
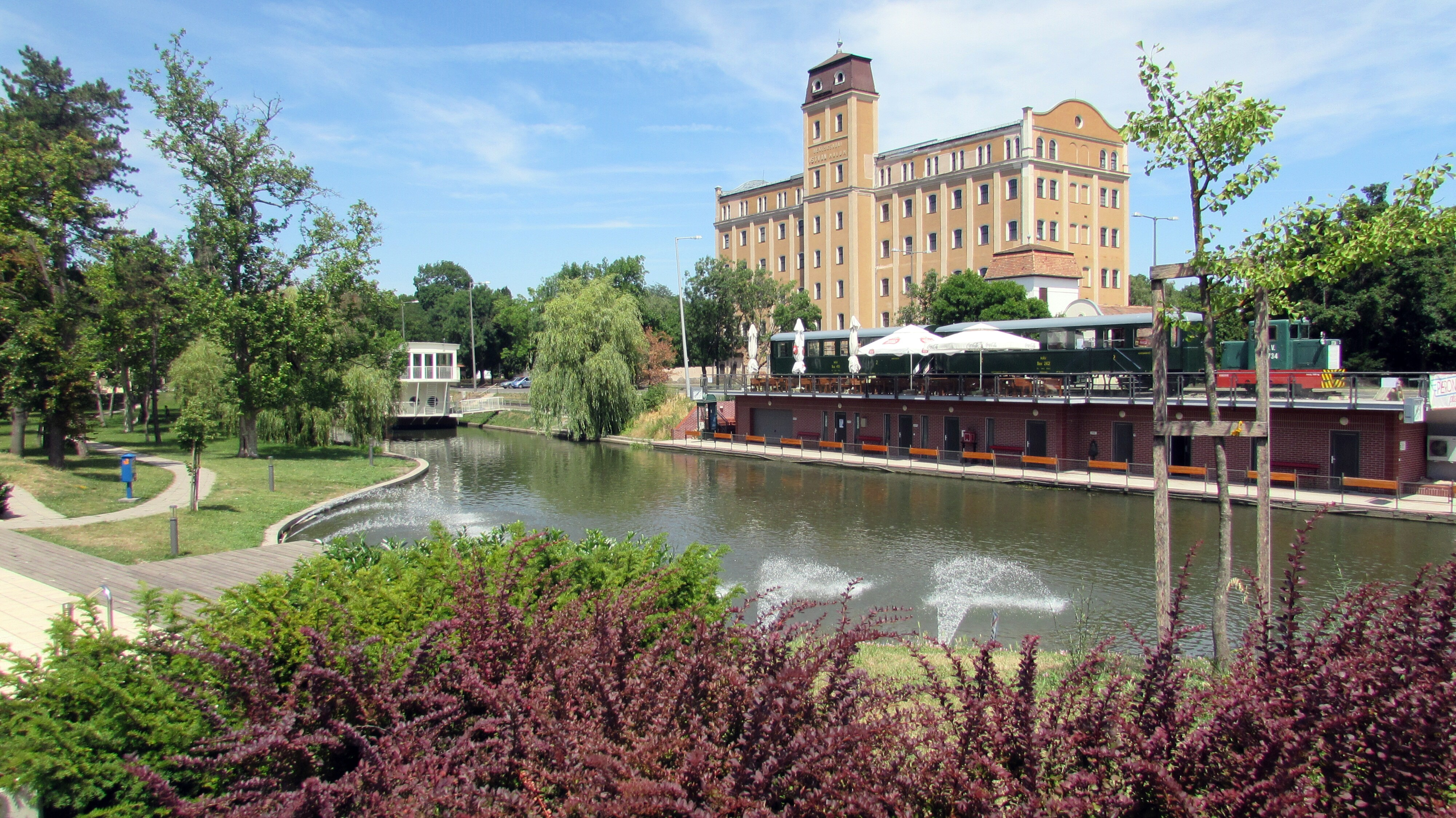
Ansicht 2017

## Söhne und Töchter der Stadt
- András L. Áchim (1871–1911), Politiker
- Vilmos Perlrott-Csaba (1880–1955), Maler und Grafiker
- Leslie Chabay (1907–1989), Opern-, Konzert- und Oratoriensänger
- Alex Crisovan (1919–2012), Schachjournalist, -autor und -funktionär
- Ottó Boros (1929–1988), Wasserballspieler, zweifacher Olympiasieger
- Károly Klimó (* 1936), Maler und Graphiker
- Imre Simkó (1939–2021), Sportschütze
- László Vidovszky (* 1944), Komponist
- Mihály Gubis (1948–2006), Musiker, Maler und Bildhauer
- Bence Szabó (* 1962), Fechter, zweifacher Olympiasieger
- Csaba Kiss (* 1963), Badmintonspieler
- Henrietta Ónodi (* 1974), Turnerin
- Dalma Iványi (* 1976), Basketballspielerin
- Orsolya Tóth (* 1981), Schauspielerin
- Viktor Erdős (* 1987), Schachspieler
- Enikő Mihalik (* 1987), Model
- Balázs Baji (* 1989), Hürdenläufer
- Gábor Ancsin (* 1990), Handballspieler
- Imre Balog (* 1991), Schachspieler